# Acala (Texas)
Acala est une ville fantôme située dans le comté de Hudspeth, au Texas, aux États-Unis, à 34 miles au nord-ouest de la Sierra Blanca et 54 miles au sud-est d'El Paso. Sa population actuelle est d'environ 25 habitants. Situé sur la Texas State Highway 20 (en), la ville tire son nom du Acala Cotton, un type de coton produit au Mexique.

## Histoire
La ville fut fondée au début du XXe siècle, lorsqu'un bureau de poste y fut établi en 1925. En 1929, la population atteignait une centaine d'habitants. À partir de la fin des années 50, la population commence à chuter jusqu'à se stabiliser à vingt-cinq personnes dans les années 1970. Depuis lors, elle est restée stable.